# Lee Sang-hyo
Lee Sang-hyo (hangul: 이상효), född den 10 september 1961, är en sydkoreansk handbollsspelare.
Han tog OS-silver i herrarnas turnering i samband med de olympiska handbollstävlingarna 1988 i Seoul.